# Zita Bareikytė
Zita Bareikytė (Joniškis, 26 agosto 1945) è un'ex cestista sovietica.

## Carriera
Con l'Unione Sovietica ha disputato i Campionati europei del 1968.